# Рииситунтури (национальный парк)
Национальный парк Рииситунтури (фин. Riisitunturin kansallispuisto) — национальный парк в Посио, финская Лапландия. Он был основан в 1982 и занимает 77 квадратных километров (30 кв. миль). Парк находится на горной местности, а также здесь много болот, особенно болота на склонах холмов.
Единственный лесной домик в парке расположен недалеко от вершин-близнецов Рииситунтури, 465,3 м (1527 фута).